# Dušmanić
Dušmanić (cyr. Душманић) – wieś w Serbii, w okręgu braniczewskim, w gminie Golubac. W 2011 roku liczyła 161 mieszkańców.